# Leptacis schioedtei
Leptacis schioedtei är en stekelart som beskrevs av Peter Neerup Buhl 1997. Leptacis schioedtei ingår i släktet Leptacis och familjen gallmyggesteklar. Inga underarter finns listade i Catalogue of Life.